# Културно-просветно дружество „Вардар“ (Загреб)
Културно-просветното дружество „Вардар“ е комунистическо дружество на студенти от Вардарска Македония, съществувало в Загреб, Кралство Югославия в 1935 - 1937 година.
Дружеството е формирано от студенти от Вардарска Македония на 29 октомври 1935 година. Дружеството развива активна културно-просветна и политическа дейност, не само в Загреб, но и в други градове в страната. На 30 март 1937 година издава единствен брой на месечника „Наш Весник“. В уводната статия на вестника се казва:
| „ | Потребността от един гласник, чрез който би проговорил животът на нашия край, животът какъвто е, неромантизиран и нелакиран, с всички свои патила и радости, с всички жалби и надежи, потребността за такъв един гласник не е ни нова, нито скорошна. Нашето начинание да издаваме такъв гласник представлява само израз на желанието на многото хиляди, които в нашия печат намират всичко друго освен себе си... Имаме едно-единствено желание в тази работа да дадем една неретуширана фотография на нашия край и на живота на нашите хора във всички негови форми и прояви, от онези най-малките, всекидневните на пръв поглед незначителни, до ония крупните, важни и много видими... В този хаос, който е обхванал света, в тази луда надпревара за „оригинални“ идеи и промени, често се забравя народа, се забравя огромната сила, която избива от него, се подценява неговият здрав инстинкт, се иска да го „водят“. Ние, които непоколебимо вярваме в тоя народ, в неговата способност правилно да ги преценява явленията, в неговата способност самият да се води, ние искаме: Той чрез „Наш Весник“ да стигне до цялостно изразяване... | “ |

Вестникът е забранен на 4 април 1937 година от Държавната прокуратура в Загреб. След забраната на вестника, дейците на дружеството се присъединяват към нелегалната организация МАНАПО.